# Campionati mondiali di maratona canoa/kayak 2010
I Campionati mondiali di maratona canoa/kayak 2010 sono stati la 18ª edizione della manifestazione. Si sono svolti a Banyoles, in Spagna tra il 24 e il 26 settembre 2010.

## Medagliere
| Pos.   | Paese         | Oro | Argento | Bronzo | Totale |
| ------ | ------------- | --- | ------- | ------ | ------ |
| 1      | Spagna        | 2   | 4       | 0      | 6      |
| 2      | Ungheria      | 2   | 0       | 1      | 3      |
| 3      | Portogallo    | 1   | 0       | 0      | 1      |
| 3      | Gran Bretagna | 1   | 0       | 0      | 1      |
| 5      | Rep. Ceca     | 0   | 1       | 1      | 2      |
| 6      | Danimarca     | 0   | 1       | 0      | 1      |
| 7      | Germania      | 0   | 0       | 2      | 2      |
| 8      | Sudafrica     | 0   | 0       | 1      | 1      |
| 8      | Norvegia      | 0   | 0       | 1      | 1      |
| Totale | Totale        | 6   | 6       | 6      | 18     |

## Podi

### Uomini
| Evento | Oro                                         | Perform.    | Argento                                       | Perform.    | Bronzo                               | Perform.    |
| Canoa  |                                             |             |                                               |             |                                      |             |
| C-1    | Nuno Barros                                 | 2h07'13"590 | Manuel Antonio Campos                         | 2h07'30"530 | Matthias Ebhardt                     | 2h07'45"630 |
| C-2    | Spagna Óscar Graña Ramón Ferro              | 1h58'16"820 | Spagna Diego Romero Fraga Ángel Rivademar     | 1h58'28"200 | Ungheria Attila Györe Márton Kövér   | 1h59'24"550 |
| K-1    | Benjamin Brown                              | 2h13'48"32  | Manuel Busto Fernández                        | 2h13'50"30  | Leonard Jenkins                      | 2h13'56"270 |
| K-2    | Spagna Walter Bouzán Álvaro Fernández Fiuza | 2h06'52"170 | Spagna Jorge Alonso González Albert Corominas | 2h06'53"370 | Rep. Ceca Jakub Adam Michael Odvarko | 2h06'54"270 |

### Donne
| Evento | Oro                                  | Perform.    | Argento                                       | Perform.    | Bronzo                               | Perform.    |
| Canoa  |                                      |             |                                               |             |                                      |             |
| K-1    | Renáta Csay                          | 2h07'14"380 | Anna Adamova                                  | 2h07'41"620 | Friederike Leue                      | 2h07'46"780 |
| K-2    | Ungheria Berenike Faldum Renata Csay | 1h57'30"70  | Danimarca Jeanette Løvborg Birgit Pontoppidan | 1h57'52"560 | Norvegia Lisa Sheriff Agnes Brun-Lie | 1h59'11"830 |